# 速印控股
速印控股有限公司，簡稱速印控股（英語：Xpress Holdings Limited，SGX：I04），在1986年由馮家權（總裁）家族創立，專門在香港、新加坡、台灣等提供快速印刷、金融产品印刷、印刷管理等服務。前身為「i-One.Net International Ltd」。
該公司總部位於No. 1 Kallang Way 2A Singapore 347495。股份在1999年6月28日於新加坡交易所主板上市。招股價為0.38新加坡元，發行股份為160,160,000股，集資額為61,000,000新加坡元。

## 連結
- XpressHoldings.com （页面存档备份，存于）